# Batalha de Schellenberg
A Batalha de Schellenberg, também conhecida como a Batalha de Donauwörth, foi uma batalha que aconteceu durante a Guerra da Sucessão Espanhola, em 2 de Julho de 1704. O assalto aos planaltos de Schellenberg sobre o rio Danúbio era parte do plano do Duque de Marlborough, sob a tutela da campanha para salvar Viena, a capital do Sacro Império Romano, das forças do Rei Luís XIV, que vinha do sul da Alemanha.
O Duque de Marlborough tinha iniciado a sua marcha em Bedburg, perto de Colônia, no dia 19 de Maio. No prazo de cinco semanas, tinha alcançado o rio Danúbio, onde procurou levar o Eleitor das forças da Baviera a abrir a batalha. No entanto, o exército aliado que estava nas linhas de abastecimento ficou estabelecido na Francónia Central e Alemanha, a norte e demasiado longe de ser útil nessa ocasião, pois a linha do Danúbio havia sido atravessada. Era um embate necessário, portanto, não só para assegurar uma ponte sobre o rio, mas também para obter uma nova oferta de base. Para atingir estes objectivos, os comandantes aliados escolheram a vila muralhada de Donauwörth, protegida pela fortaleza sobre os montes Schellenberg.
Depois de os comandantes franco-bávaros tomarem conhecimento dos objetivos dos aliados, foram com suas tropas até ao local ocupado pelo Conde d' Arco, com 12 mil homens para reforçar e manter a posição. Louis de Baden, aliado de John Churchill, o duque de Marlborough, preferiu um prolongado assédio. No entanto, e com as notícias que chegaram, o marechal de Tallard foi aproximando-se com reforços franceses, e o duque insistiu em um ataque imediato. Dentro de duas horas os aliados tinham assegurado o seu objetivo, mas a um considerável custo. O golpe principal custou aos aliados cerca de 5.000 vítimas mortais, e aos defensores 8.000.  No entanto, com um fornecimento básico e a travessia do rio firmemente garantidos, as forças do duque de Marlborough - em breve reforçadas pelo príncipe Eugênio de Savoia - poderiam agora progredir na batalha que tinham desejado.

## Antecedentes

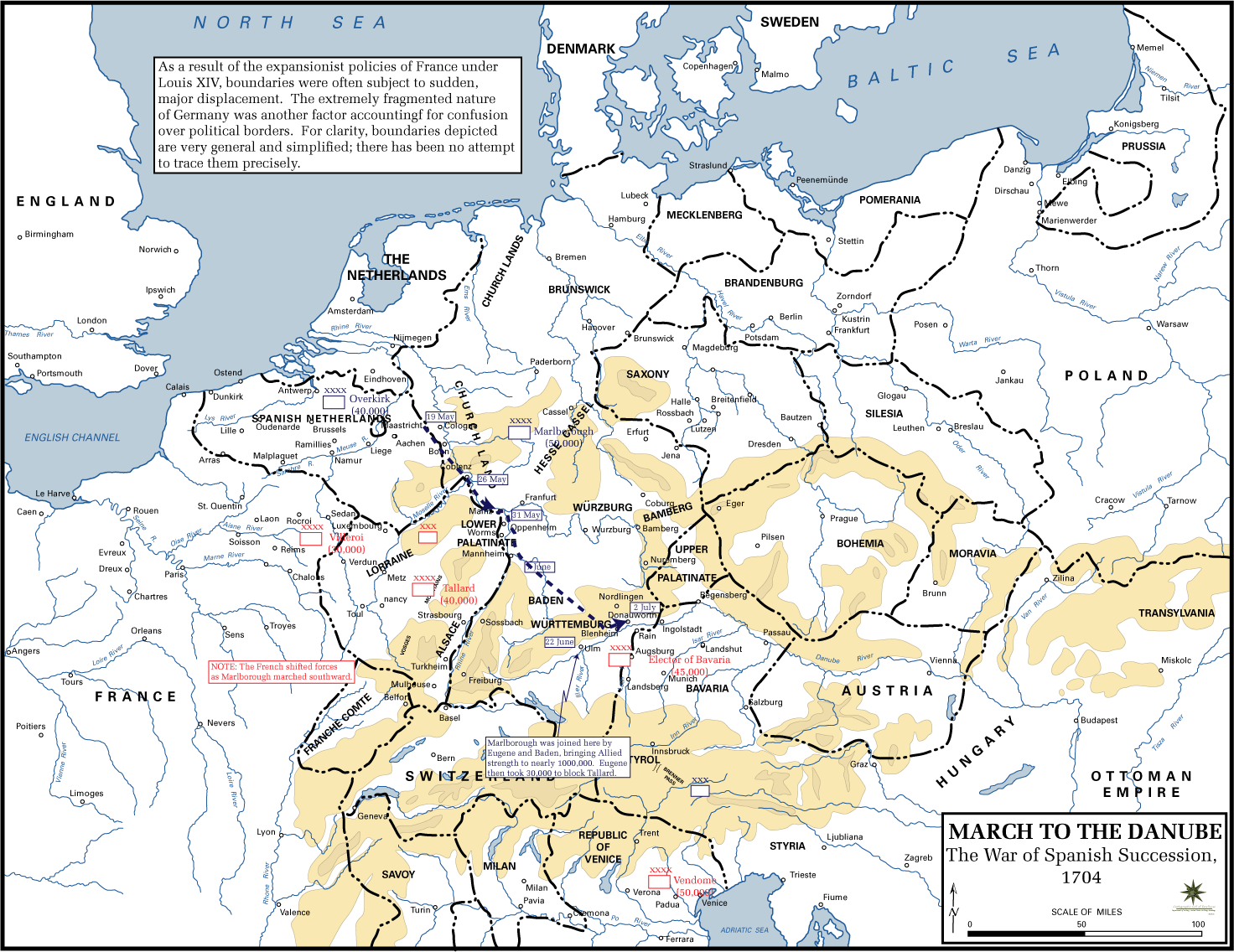
A marcha do Duque de Marlborough de Bedburg para o Danúbio, 1704.

A Batalha de Schellenberg fez parte da campanha da Grande Aliança de 1704, cujo objetivo era impedir a ameaça do exército franco-bávaro a Viena, capital do Império. A campanha culminou em 20 de Dezembro com a queda de Trarbach, mas o principal acontecimento foi a Batalha de Höchstädt, a 13 de Agosto de 1704, na qual o exército de Marlborough e Eugênio de Savoia venceu as forças do Duque de Tallard.
Esta ação bélica havia começado em 19 de maio desse ano, quando o Duque de Marlborough partiu de Bedburg, nos Países Baixos espanhóis, para os territórios de Maximiliano II Manuel, o príncipe do Eleitorado da Baviera. Esta marcha percorreu rapidamente os 400 km de distância entre ambas as regiões. Mesmo assim, no princípio, pensava-se que seu objetivo era alcançar a Alsácia ou o Rio Mosela. Contudo, desde que soube a 5 de Junho do movimento de Marlborough, temeu que seu objetivo primordial fosse a Baviera, onde se encontrava o exército do Conde de Marsin. Até 22 de junho, uniram-se ao exército do Duque os reforços imperiais do marquês de Baden, em Launsheim, evento no qual se criou uma força que somava 80.000 homens.
O Imperador Leopoldo queria atrair um novo príncipe Eleitor para o bloco imperial, do qual se havia afastado antes de começar a guerra devido à aliança com Luís XIV. Não obstante, Marlborough pensava que a melhor maneira da Baviera voltar à Grande Aliança era através de uma negociação com uma posição de força, depois da ter derrotado a coligação franco-bávara no campo de batalha.
Para realizar esta operação, os aliados necessitavam de uma base na retaguarda, útil para o armazenamento de provisões e munições, assim como uma boa travessia sobre o Danúbio. Assim estenderam as linhas de abastecimento passando por Nördlingen e Nuremberga. Por outro lado, o Eleitor e o Conde de Marsin não sabiam se Marlborough atacaria Donauwörth ou Augsburgo, ambos pontos estratégicos para a Grande Aliança. No entanto, os aliados elegeram a cidade de Donauwörth, dominada a norte pela colina de Schellenberg.

## Prelúdio
Em 1703, o marechal de França, Claude Villard, tinha aconselhado o Eleitor da Baviera a fortificar as suas cidades, «[...] em especial Schellenberg, esse forte sobre Donauwörth, cuja importância já advertiu o grande Gustavo da Suécia [...]» Não obstante, o aviso em nada resultou, pois o destinatário resolveu ignorar, e deixou que o forte de Schellenberg, já em mau estado de conservação, assim permanecesse.

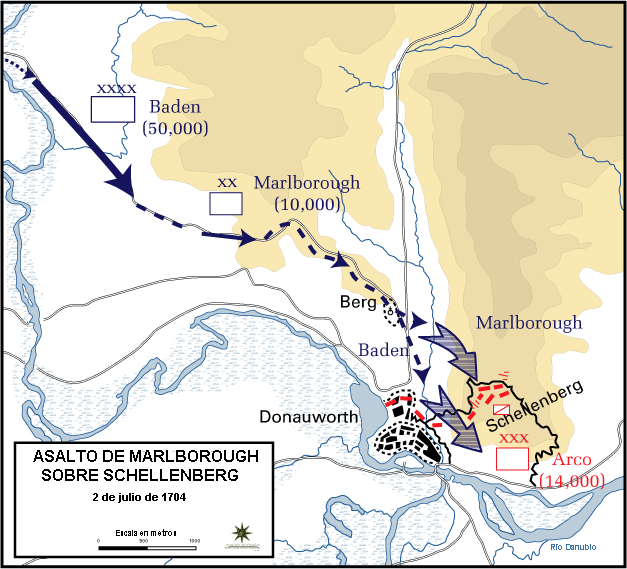
Em 800 anos de história, só Gustavo Adolfo da Suécia havia conseguido conquistar o forte de Schellenberg, em Donauwörth, durante a Guerra dos Trinta Anos.

Quando Maximiliano se deu conta que Donauwörth iria ser atacada, encargou o Conde d'Arco, um oficial piemontês, do reforço das defesas da cidade e que amparasse o forte. Foram enviados ao Conde cerca de 12.000 soldados desde o acampamento franco-bávaro de Dillingen, a maioria dos quais pertencente à guarda pessoal de Maximiliano o do regimento do Príncipe Eleitor, comandados por oficiais veteranos. No total a defesa de Schellemberg terá sido formada por 16 batalhões de infantaria bávaros e 7 franceses, 3 esquadrões bávaros e 6 franceses, apoiados por 16 canhões. Três batalhões de milicianos amparavam a praça militar.
Da noite de 1 de Julho até à manhã do dia seguinte, os aliados tinham acampado em Amerdingen, a 14 km de Donauwörth. Foi precisamente ali que Marlbourough recebeu uma mensagem do príncipe Eugênio de Savoia, informando que o Duque de Tallard marchava com uma tropa de 35.000 homens, atravessando a Floresta Negra para reforçar o exército franco-bávaro. Estas notícias fizeram com que o duque se convencesse de que não tinham tempo para um assédio convencional, pelo que, apesar dos protestos do marquês Luís Guilherme de Baden - alegando que um assalto directo seria suicida e causaria graves baixas - Marlborough planeou um assalto aberto ao forte de Schellenberg.
O general d'Arco, o conde piemontês, conhecia o paradeiro das tropas aliadas e confiava em que dispunha, no mínimo, de um dia inteiro para preparar as defesas de Donauwörth. Todavia, o exército do britânico, pela noite desse mesmo dia, 2 de Julho, começou a levantar o acampamento, dirigindo-se para o forte. O duque passou em revista, pessoalmente, o avanço da primeira força de assalto, principalmente granadeiros ingleses e flamengos, divididos em grupos de 130 homens de cada batalhão sob a tutela das suas ordens.
Esta tropa contava com 32 esquadrões de apoio e foi dirigida pelo general flamengo Johan Wingand van Goor. A segunda força de ataque estava formada por 8 batalhões de tropas neerandesas, inglesas e germânicas (de Hanôver e de Hesse), e por 35 batalhões de cavalaria, aos comandos de Henry Lumley e do conde Reynard van Hompesh. A ala do exército do marquês marchou na retaguarda de Marlborough, desempenhando um papel menos perigoso.

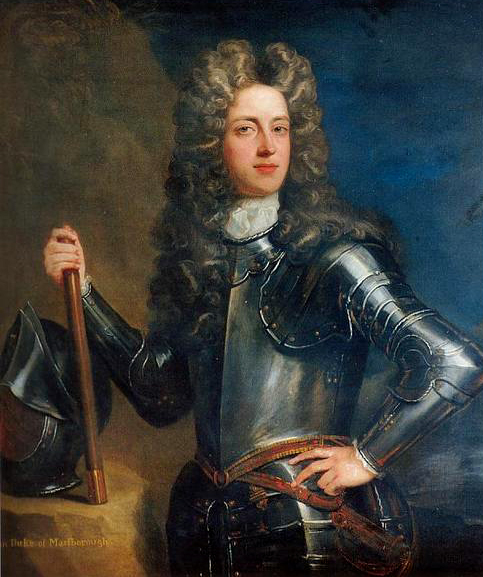
O Duque de Marlbourough (1650–1722), por Sir Godfrey Kneller, representante da Rainha Ana mentor do assédio directo ao forte de Schellenberg, mesmo com a desaprovação do marquês Luís Guilherme de Baden.

Enquanto os aliados desfilavam até Donauwörth, melhoraram-se rapidamente as defesas de Schellenberg: apontaram-se os canhões, construiram uma cava em torno do perímetro do forte e escavaram-se trincheiras em redor do parapeito defensivo para ser duplamente efectivo. Não obstante, às nove da manhã de 2 de Julho, d'Arco, avisado foi do avanço dos aliados até eles, e ordenou, consequentemente, que a sua infantaria apoiasse os seus engenheiros na preparação das defesas. Um oficial francês e cronista da época, o coronel de la Colonie, escreveu algures:
| “ | Não tivemos tempo suficiente para completar a empreitada satisfatoriamente [...] | ” |

Apesar de o avanço das tropas dos aliados ter sido entorpecido por caminhos lamacentos, já se fazia tarde quando cruzaram o rio Wörnitz, em Ebermergen. Marlborough ordenou ao seu general de brigada, o Conde de Cadogan, que quando chegasse perto do forte deveria alojar-se e acampar de maneira a que parecesse que os aliados iam realizar um forte assédio de forma convencional. Quando o Conde d'Arco observou os preparativos de Cadogan, abandonou o supervisionamento da preparação das defesas para almoçar com o comandante francês, o coronel du Bordet, crendo que dispunha do resto do dia e da noite para finalizar os restantes preparativos. No entanto, os vigias bávaros avistaram o decidido avanço de Marlborough, que pretendia realizar um assalto imediato e deram o sinal de alarme, pelo que o piemontês interrompeu de imediato a sua refeição e apressou-se em direcção ao forte de Schellenberg para precaver os seus homens de que se armassem para a batalha.

## A batalha

### Campo de batalha
A colina de Schellenberg dominava o nordeste de Donauwörth, uma cidade amuralhada situada na confluência dos rios Danúbio e Wörnitz. Uma de suas ladeiras estava protegida pelo denso e impenetrável bosque de Boschberg; o Wörnitz e seus colegas protegiam as ladeiras do Sul e do Leste, pelo que a colina era o melhor posto para a defesa da cidade. Em  cima ovalada, plana e aberta, havia um antigo forte, construído pelo Rei Gustavo Adolfo da Suécia na Guerra dos Trinta anos, que se encontrava em estado ruinoso. Além disso, as muralhas de Donauwörth eram de segunda categoria e precisavam da sofisticação das defesas construídas pelo engenheiro do Rei-Sol, o Marquês de Vauban.

### Manobras iniciais

A tomada do forte de Shellenberg, 2 de julho de 1704. Os defensores franco-bávaros conseguiram repelir por duas vezes as forças do Duque de Marlborough até que o marquês de Baden conseguiu abrir uma brecha no flanco direito.

Marlborough sabia que um ataque frontal ao forte de Schellenberg seria muito duro mas estava convencido de que era o único modo de conquistar rapidamente a cidade de Donauwörth.
Posteriormente, um dos integrantes da unidade dos dragões militares, Christian Welsh, recordaria: "O nosso flanco não esteve dentro do campo de visão do inimigo até o meio da tarde; para não dar tempo aos bávaros de se fortalecerem, Marlborough ordenou ao general neerlandês Van Goor que atacasse quanto antes." Um dos primeiros oficiais a entrar em combate foi o  comandante de artilharia do exército de Marlborough, Coronel Holcroft Blood, que ordenou que se disparasse sobre o inimigo a partir das esplanadas de Berg. Esse ataque foi rapidamente respondido pelo General d’Arco, cujos canhões começaram a disparar a partir do forte de Gustavo Adolfo.
D’Arco ordenou à infantaria francesa do Coronel De la Colonie que permanecesse no topo do Schellenberg, para preencher as brechas que os aliados conseguissem produzir na defesas. Porém, devido à planura do topo, essa posição não os protegia do fogo inimigo. Ao se dar conta disso, Blood  ordenou a concentração dos disparos no cume, causando numerosas baixas entre os homens de De la Colonie, Apesar desse ataque, que o fez perder 80 granadeiros e 5 oficiais, De la Colonie assumiu que era absolutamente necessário que o regimento francês se mantivesse na sua posição. De la Colonie , mais tarde, escreveria:
| “ | Eles centraram fogo sobre nós, e a primeira descarga levou o Conde de la Bastide [...] de modo que meu sobretudo cobriu-se de miolos e sangue. | ” |

### Primeiro assalto de Marlborough
Um dos primeiros ataques dos aliados foi o forlorn hope, levado a cabo por una força de 80 granadeiros, capitaneados pelo Visconde de Mordaunt e pelo Coronel Richard Munded. O movimento pretendia parar o fogo da defesa inimiga, permitindo assim que Marlborough descobrisse o lugar certo onde criar uma brecha. Mesmo que Mordaunt e Munded sobrevivessem à operação, a maioria teria morrido nessa noite.
Às seis horas da tarde, depois do forlorn hope, o corpo principal da infantaria (na maioria granadeiros ingleses e neerlandeses) começou o seu ataque. A disciplinada marcha dos atacantes para Schellenberg logo se converteu num violento ataque. "A rapidez de seus movimentos, unida a seus gritos e alaridos, era muito alarmante", disse o Coronel de la Colonie, que ordenou a seus soldados que carregassem para silenciar os gritos vitoriosos dos atacantes.
A medida que o exército de Marlborough se aproximava de Schellenberg, seus soldados se convertiam em alvos fáceis para o fogo franco-bávaro. Os disparos dos mosqueteiros, junto com as explosiões das granadas, crearam uma enorme confusão nas encostas da colina. Para facilitar o assalto ao já antigo forte, cada soldado portava um fardo de ramas (cortadas no bosque de Boschberg) para usá-las como pontes sobre os fossos que se tinham escavado. Estas desgastaram-se, pois a lama produzida pelas chuvas nas valas defensivas, sobrepôs-se-lhes.
Apesar de ter perdido as suas ramadas, continuaram o duro avanço através das valas cavadas e das trincheiras, até chocar com as fileiras bávaras num selvajem combate corpo a corpo. A Guarda do eleitor e os hoemns do coronel de La Colonie sofreram o pior ataque: O pequeno parapeito que separava os dois exércitos converteu-se na mais sangrenta luta alguma vez concebida. De todos os modos as forças aliadas não puderam penetrar nas defesas e tiveram que regressar à sua posição inicial. O general van Goor, que havia dirigido o ataque, contava-se entre as numerosas baixas.

### Segundo assalto de Marlborough
O segundo assalto do britânico revelou-se igualmente infrutífero pois od comandantes da brigada e do regimento aliado tiveram uma grande dificuldade para reorganizar e fazer avanças as tropas de novo. Pessoalmente, dirigiu o novo ataque, colocando-se em frente dos seus homens e levaram até ao forte uma nova torrente de disparos de mosqueteiros e granadas.
De novo houve um enorme número de vítimas mortais, cujos cadáveres jaziam no fosso inimigo. Neste ataque, também morreu o oficial que dirigia a operação militar, o aristocrata e estratega Conde de Limburg-Styrum. Com o caos a imperar, romperam-se as fileiras e as tropas atacantes fugiram colina abaixo, sob a perseguição assídua dos bávaros, que atacavam os adversários com baionetadas. Contudo, as guardas inglesas e a cavalaria de Lumley impediram a derrota crucial, repelindo os bávaros fazendo-os voltar às suas defesas.

### Assalto de Baden

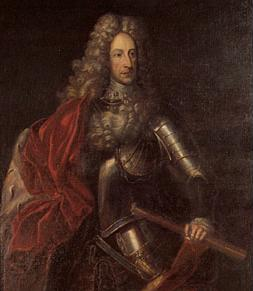
O marquês de Baden (1655-1707). Baden dirigiu a ala direita da frente aliada na batalha, onde foi ferido num pé. Após Schellenberg a sua relação com John, o duque de Marlborough, piorou muito, pois ambos viriam a considerar a batalha como sendo uma vitória pessoal.

Passado o fracasso dos assaltos aliados para destruir as defesas do forte de Schellenberg, John recebeu informação de que as defesas entre as muralhas de Donauwörth e a vala defensiva estavam terrivelmente desorganizadas. Os malogrados assaltos do duque haviam atraído a maioria dos homens do Conde d'Arco dos seus postos defensivos, descendo ao flanco esquerdo vulnerável e exposto aos ataques aliados. O outro comandante aliado, o marquês de Baden, que se tinha unido à batalha meia hora depois de John Churchill, avistou em seguida esta oportunidade e partiu com os seus granadeiros de Berg para assaltar o forte pelo flanco esquerdo.
Torpemente, o capitão da guarnição da cidade protegida pelo forte tinha ordenado aos seus homens que fechassem as portas da cidade, pelo que agora só podiam disparar a partir das muralhas. As tropas do Sacro Império, ao comando do marquês, romperam facilmente as debilitadas defesas. Conseguiram entrar no povoado, derrotando vários batalhões de infantaria e um regimento de cavalaria, após o qual se reagruparam aos pés do forte de Schellenberg.
Emquanto viu o perigo, o Conde d'Arco apressou-se a chamar a si os seus regimentos de dragões, numa tentativa de deter o avanço das forças imperiais do marquês até ao cume da colina. Porém, três companhias de granadeiros concentraram as suas descargas nos dragões, de tal modo que estes tiveram que se retirar do local. Tal deixou o piemontês fora de contacto com as suas tropas em Donauwörth.
O capitão da guarnição duvidou da abertura das portas da cidade, pelo que as tropas do coronel de la Colonie tiveram, segundo este, vários percalços na entrada na cidade.

### O final
Consciente de que as tropas imperiais de Luís Guilherme de Baden avançavam para Schellenberg, John Churchill iniciou um terceiro assalto. Desta vez, os atacantes formaram uma linha mais ampla, o que obrigou os defensores a alargar a linha de fogo, reduzindo assim o número de baixas por disparos dos mosqueteiros e granadeiros. Todavia, as forças franco-bávaras que incluiam o coronel de la Colonie, não estavam conscientes de que as tropas do marquês tinham passado o flanco esquerdo e que o conde d'Arco se havia retirado para Donauwörth. O militar piemontês, manteve a esperança até ao final, de que os seus soldados, sob a sua tutela, conseguiriam derrotar as tropas de Baden. Por isso, os defensores confiavam em que voltariam a repelir o ataque aliado, como se pode ler nas crónicas do coronel de la Colonie: «Permanecemos firmes nos nossos postos, o nosso fogo era mais regular que nunca e estávamos seguros do nosso êxito.» Pouco depois do assalto do marquês de Baden, as forças franco-bávaras avistaram linhas de soldados com uniformes cinzentos vindos de Donauwörth. No início pensaram que eram os reforços da guarnição urbana do coronel du Bordet, mas logo de seguida deram conta de que se tratavam das tropas imperiais do Sacro Império Romano Germânico. O coronel de la Colonie descreveu a cena:
| “ | Chegaram rapidamente as tropas imperiais sacras comandadas por Baden ao nosso flanco, até às sete e meia da tarde, sem que tivéssemos tido tempo de reagir ante tal situação. Havíamos estado tão concentrados nos nossos próprios postos [...] | ” |

Depois de situar-se no cume da colina, as tropas de Baden começaram a disparar ante os surpreendidos defensores do forte de Schellenberg, forçando um realinhamento das forças franco-bávaras. Então, John Churchill dirigiu-se à ala esquerda do exército aliado, apoiado por um regimento de dragões de reserva, até às debilitadas linhas defensivas, com o que obrigaram os soldados a descer pela colina e romper o seu ordenamento, instalando a confusão nas linhas de fogo defensivas.
Os defensores de Schellenberg, superados em número pelos aliados, haviam resistido duas horas no forte, pelo que o atague de Marlborough e de Baden, por ambos os flancos, pôs fim à sua fiel resistência. O pânico apoderou-se das tropas franco-bávaras, que fugiram apavoradas, e John Churchill enviou 35 esquadrões de cavalaria e dragões em perseguição das tropas inimigas na sua tentativa de fuga. Não existia uma boa rota de fuga, pois a ponte sobre o rio Danúbio tinha sido derrubada durante a batalha e a maioria dos homens de d'Arco morreram afogados tentando cruzar o rio, que, finalmente, levou consigo uma torrente de soldados em fuga desesperados em busca da sobrevivência.

## Consequências

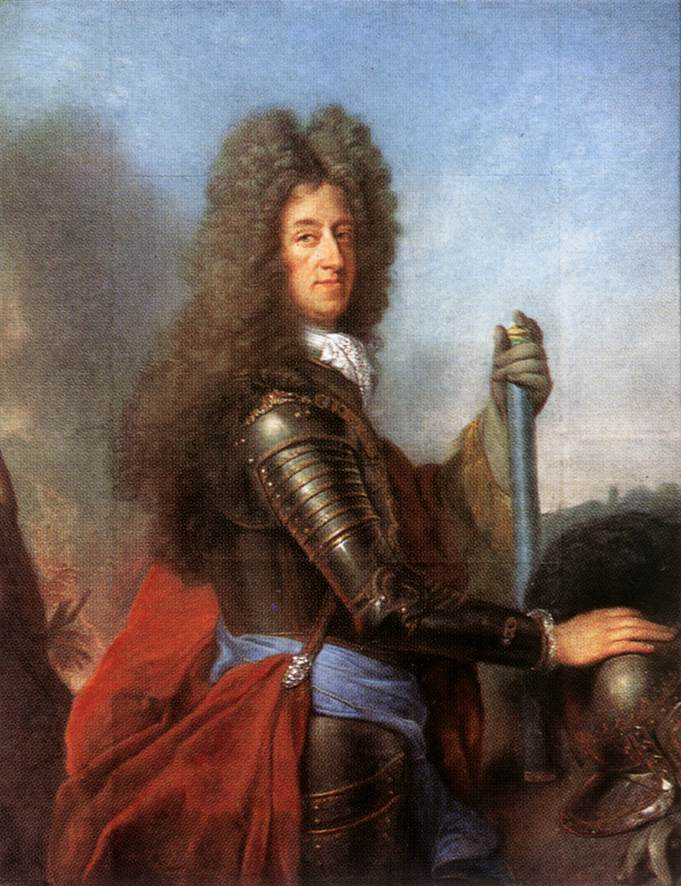
O Eleitor da Baviera (1662-1726), por Joseph Vivien. Maximiliano tinha desempenhado um importante papel contra França durante a Guerra dos Nove Anos, mas passou para o lado do Rei Sol antes de estalar a Guerra da Sucessão Espanhola, enfrentando o seu sogro, o Imperador Leopoldo.

O Coronel de la Colonie foi um dos poucos soldados que puderam escapar à batalha, na qual o Eleitor perdeu muitas das suas melhores tropas: a aniquilação dos regimentos do Conde d’Arco teve graves efeitos na capacidade militar do exército franco-bávaro para o resto da campanha. Muito poucos dos que participaram na batalha de defesa de Schellenberg voltaram a unir-se ao exército do Eleitor e do Conde de Marsin, embora entre os poucos que o fizeram se encontrassem o Conde d’Arco e o seu lugar-tenente, o Marquês de Maffei, que defenderam Lutzingen na Batalha de Höchstädt, em 1704.
Dos 22.000 homens alistados no  exército aliado, houve 5.000 baixas durante a batalha, que, por sua vez, abarrotaram todos os hospitais que Marlbourough havia mandado instalar em Nördlingen. Entre os feleciemntos do exército aliado estavam seis tenentes-generais, quatro generais e muitos oficiais, como coronéis e tenentes-coronéis. Estes números mostram o grau de exposição ao perigo dos oficiais, que deviam dirigir as suas tropas noataque, o que provou a queda de grandes militares como o Conde de Limburg-Styrum ou o general van Goor. Nenhum outro conflito bélico da Guerra de Sucessão Espanhola cobrou tantos oficiais entre as suas vítimas mortais.
Por outro lado, a vitória aliada supôs o consequente arresto dos bens militares do forte, como os grandes canhões e as munições para a defesa, alimentos e riquezas de Donauwörth. Estava completo o saque. Não obstante, as largas listas de baixas causaram consternação em toda a Grande Aliança, sendo de destacar o clamor popular em Haia. As Províncias Unidas cunharam uma moeda comemorativa da vitória, na qual aparecia o marquês de Baden e uma inscrição em latim no reverso, sem menção alguma a John, o Duque de Marlborough. Na moeda lia-se: «O inigimo foi vencido e perseguido até ao seu acampamento em Schellenberg, perto de Donauwörth, 1704.». O Imperador Leopoldo escreveu pessoalmente a John para remediar o sucedido: «Nada pode ser mais glorioso que a celeridade e o vigor com que vós vencestes o inimigo em Donauwörth.».
A cidade foi abandonada nessa noite pelo coronel du Bordet, quando o eleitor da Baviera chegava com reforços, provinientes da guarnições de Ratisbona, ainda que só tenha chegado a tempo de ver a aniquilação das suas melhores tropas. Este fez com que se retirassem até ao rio Lech e acampou co mas suas tropas perto de Augsburgo. A posição de Maximiliano e do seu Lugar-tenente, o Conde de Marsin, era muito menos segura e estavam desesperados por receber os reforços do Duque de Tallard, a caminho da Floresta Negra.
John Churchill não tinha muitas opções após a tomada da cidade, pois carecia de canhões de assédio, o que o impedia de atacar Augsburgo ou Munique. Entretanto, o duque estava decidido a enfrentar o Eleitor antes da chegada do marechal Tallard.. Os comandantes da Grande Aliança não eram capazes de acordar sobre o movimento a tomar após a batalha Ambos os líderes consideravam a operação uma vitória pessoal.

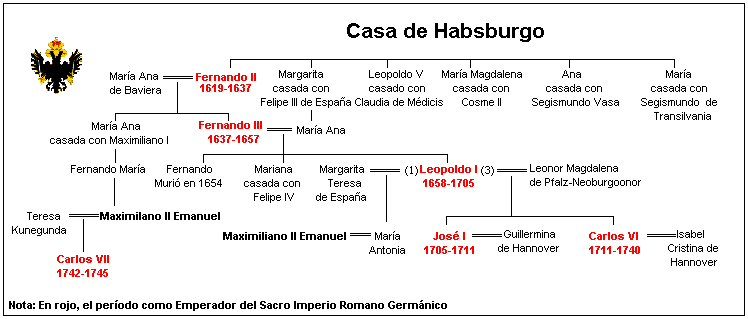
Parte da genealogia da Casa de Habsburgo. Apesar do seu matrimónio con Maria Antónia, filha do Imperador Leopoldo, o Eleitor de Baviera manteve a fidelidade ao Rei Sol durante toda a guerra.

Ao longo de Julho John Churchill enviou as suas tropas para devastar o território bávaro, queimando aldeias, destruindo plantações, com a finalidade de provocar um conflito armado com Maximiliano, o Eleitor, a fim de que este voltasse à Grande Aliança. O espólio da Baviera, que gerou a miséria da população, fez com que a sua esposa lhe suplicasse que abandonasse os franceses e se unisse à Grande Aliança. Leopoldo I também desejava que o apoiasse, pelo que ofereceu amnistia e subsídios para a reparação dos territórios. Ainda que o eleitor tivesse vacilado na sua fidelidade a Luís XIV, decidiu-se pelo seguimento da luta contra o Imperador e a Grande Aliança, quando recebeu notícias da chegada de reforços de Tallard, com 35.000 homens armados. Não obstante, as forças do marquês e de Churchill também iam receber ajuda, pois Eugênio de Savoia dirigia-se para a Baviera com 18.000 homens.
A 5 de Agosto reuniram-se os três comandantes aliados (Savóia, Marlboroug e Baden) para planear o movimento seguinte. Nos planos de Baden estava o cerco da cidade de Ingolstadt, no rio Danúbio, com um exército de 15.000 homens. Foi apoiado com entusiasmo pelos outros dois líderes, apesar da inferioridade numérica. Finalmente, o exército aliado enfrentou-se com a coligação franco-bávara nos arredores do povoado de Blindheim. 56.000 homens lutavam em campo, aliados e franco-bávaros. A batalha que se deu a 13 de Agosto, conhece a História como Batalha de Höchstädt.